# Hervé Couffignal
Pas d'image ? Cliquez ici

a Compétitions nationales et continentales officielles uniquement.

b Matchs officiels uniquement.
Hervé Couffignal, né le 28 septembre 1965 et mort le 17 décembre 2017, est un joueur international français de rugby à XV, ayant évolué au poste de centre au sein de l'effectif du FC Villefranche après avoir quitté en 1997 l'US Colomiers où il effectue l'essentiel de sa carrière, il a été formé à l’US Carmaux.

## Clubs successifs
- US Carmaux
- Stade rochelais
- US Colomiers
- FC Villefranche

## Palmarès
En sélection
- 1 sélection en équipe de France contre l’équipe de Roumanie le 20 mai 1993.

Avec l'US Colomiers
- Challenge de l'espérance :
  - Vainqueur (3) : 1989, 1990 et 1992